# Maransis cerviformis
Maransis cerviformis är en insektsart som först beskrevs av Rehn, J.A.G. 1912.  Maransis cerviformis ingår i släktet Maransis och familjen Diapheromeridae. Inga underarter finns listade i Catalogue of Life.